# Спаське (Владимир)
Спаське (рос. Спасское) — село, підпорядкований місту Владимиру Владимирської області.
Площа — 15,3 км². Населення становить 442 особи (2010).

## Історія
Село розташоване на землях фіно-угорського народу мещери.
Від 10 травня 1929 до 26 листопада 2004 року належав до Суздальського району, утвореного спочатку у складі Владимирського округу Івановської промислової області з частини Владимирського повіту Владимирської губернії. Від 1944 року в складі Владимирської області..
Згідно із законом від 26 листопада 2004 року увійшло до складу муніципального утворення місто Владимир.

## Населення
| 1859 | 1897 | 1905 | 1926 | 2002 | 2010 |
| ---- | ---- | ---- | ---- | ---- | ---- |
| 413  | ↗510 | ↗627 | ↘550 | ↘456 | ↘442 |